# Lavoisier-Insel
Die Lavoisier-Insel (englisch Lavoisier Island, in Argentinien Isla Mitre, in Chile Isla Serrano) ist eine 28 km lange und bis zu 8 km breite Insel westlich des Grahamlands auf der Antarktischen Halbinsel. Sie gehört zu den Biscoe-Inseln und liegt zwischen der Rabot-Insel und der Watkins-Insel. Von der Loubet- und der Graham-Küste trennt sie der Crystal Sound, von der nördlich liegenden Renaud-Insel die Pendleton Strait.
Erstmals kartiert wurde sie im Zuge der Vierten Französischen Antarktisexpedition (1908–1910) unter der Leitung Jean-Baptiste Charcots, der sie ursprünglich als Île Nansen nach dem norwegischen Polarforscher Fridtjof Nansen benannt hatte. Um jedoch Verwechselungen mit der in der Wilhelmina Bay liegenden Nansen-Insel zu vermeiden, empfahl das UK Antarctic Place-Names Committee im Jahr 1960 die Umbenennung nach dem französischen Chemiker Antoine Laurent de Lavoisier (1743–1794). Namensgeber der argentinischen Benennung ist Bartolomé Mitre (1821–1906), Präsident Argentiniens von 1862 bis 1868. Chilenische Wissenschaftler benannten sie dagegen nach dem Chirurgen Fernando Serrano Reinella, Teilnehmer an der 1. Chilenischen Antarktisexpedition (1946–1947).